# Peder Aadness
Peder Aadness (1739 – 1792) var en norsk bondemaler fra Lille Odnes ved Randsfjorden, hvor han levede det meste af sit liv som landmand og omrejsende maler. Af det 18. århundredes talrige bygdekunstnere er Aadness formentlig den, som når højest. Hans vægdekorationer (godt repræsenteret i de Sandvigske samlinger på Lillehammer) viser, at hans kunst er stærkt præget af rokokoen.
Aadness har også malet portrætter; han er repræsenteret i Nasjonalgalleriet med et portræt af justitsråd Even Hammer.